# Stary Łuszczewek
Stary Łuszczewek [ˈstarɨ wuʂˈt͡ʂɛvɛk] est un village polonais de la gmina de Błonie situé dans le powiat de Varsovie-ouest et dans la voïvodie de Mazovie, dans le centre-est de la Pologne.
Il est situé à environ 7 kilomètres au nord-ouest de Błonie, à 19 kilomètres à l'ouest de Ożarów Mazowiecki (le chef-lieu du district), et à 32 kilomètres à l'ouest de Varsovie.
Le village a une population de 59 habitants en 2000.